# Evakuacija
Evakuacija je plansko, organizovano i privremeno premeštanje ljudi, životinja, materijalnih i kulturnih dobara, državnih organa, privrednih društava i drugih pravnih lica sa ugrožene teritorije na teritoriju određenu Planom zaštite i spasavanja u vanrednim situacijama, na kojoj ne postoji opasnost i koja pruža uslove za život i zaštitu. Vanredna situacija u kojoj se sprovodi evakuacija je stanje kada su rizici i pretnje ili posledice katastrofa, vanrednih događaja i drugih opasnosti po stanovništvo, životnu sredinu i materijalna dobra takvog obima i intenziteta da njihov nastanak ili posledice nije moguće sprečiti ili otkloniti redovnim delovanjem nadležnih organa i službi, zbog čega je za njihovo ublažavanje i otklanjanje neophodno upotrebiti posebne mere, snage i sredstva uz pojačan režim rada.

## Etimologija reči evakuacija
Etimološki reč evakuacija nije komplikovana. U reči evakuacija prepoznaje se njena srodnost sa imenicom vakuum, naučnim terminom za prazan prostor bez ikakvih elemenata ili jedinjenja u nekoj posudi ili prostoru. Poreklo obe reči i vakuuma i evakuacije je od лат. prideva vacuus, prazan, u srednjem rodu vacuum. U skoro svim jezicima u Evropi upotrebljava se ovaj evropeizam, s tim da Nemci, kao i obično, imaju i svoju reč germanskog porekla.

## Ostala značenja
U vojnoj terminologiji
Evakuacija u vojsci je odlazak iz ili napuštanje neke operativne zone za vreme rata, koju napušta; stanovništvo, bolnice, razna vojna i druga slagališta kojima bi se neprijatelj, u slučaju uspeha, mogao koristiti.
Sanitetska evakuacija u vojsci je izvlačenje i iznošenje povređenih i obolelih u ratu, sa bojišta (tj mesta povređivanja ili razboljevanja) i prenošenje odnosno prevoženje do sanitetske ustanove ili do mesta gde im se može pružiti medicinska pomoć i nega.
U medicini
Medicinska evakuacija, prebacivanje bolesnika i ranjenika sa jednog mesta na drugo iz bezbednosnih ili medicinskih razloga
Evakuacija sadržaja iz tela. U medicini reč evakuacija koristi se da označi; čišćenje, pražnjenje izmeta, ili izbacivanje drugoga škodljivog sadržaja iz tela.

## Istorijat reči evakuacija
U 13. veku u najvećim evropskim jezicima reč evakuacija je bila isključivo vojni termin za povlačenje vojske sa svog odredišta. Tek u 18. veku ovaj pojam se počeo upotrebljavati u širem smislu, onako kako se sve do danas upotrebljava u svetu.
Jedan od novijih rečnika navodi da je reč evakuacija nastala u engleskom jeziku poslednjih sto godina, i navodi da se glagol evakuisati prvi put pojavio u današnjem smislu značenja u londonskom dnevniku „Tajms“ tek 1938. godine i citira rečenicu u kojoj se ova reč našla: „Čelnici velikih britanskih gradova se kolebaju da li da, pored dece, evakuišu i odrasli živalj“.

## Spoljašnje veze
Mediji vezani za članak Evakuacija na Vikimedijinoj ostavi